# Grand-Bassam
Grand-Bassam är en stad i Elfenbenskusten, öster om Abidjan. Den var den franska kolonihuvudstaden från 1893 till 1896, då administrationen flyttades till Bingerville efter ett utbrott av gula febern. Staden förblev en viktig hamnstad fram till Abidjans tillväxt i slutet av 1930-talet.
Grand-Bassam är huvudstad i departementet med samma namn. Staden kan kännas lite som en spökstad, då stora delar har varit övergivna i årtionden. 1896 flyttades den franska kolonihuvudstaden till Bingerville och den kommersiella sjöfarten minskade gradvis fram till att den praktiskt taget upphörde på 1930-talet. På 1960-talet, med Elfenbenskustens självständighet, flyttades alla kvarvarande administrativa kontor till Abidjan och i ett antal år beboddes Grand-Bassam endast av husockupanter. I början av 1970-talet började staden åter leva upp som turistort och hantverkscentrum. Staden har nu en åretruntbefolkning på omkring 5 000.
Staden delas av Ébriélagunen i två halvor: Ancien Bassam är den forna franska bosättningen, ut mot Guineabukten. Här finns de större koloniala byggnaderna, några av dem restaurerade. Distriktet har även en katedral och ett dräktmuseum. Nouveau Bassam, sammanlänkad med Ancien Bassam genom en bro, ligger i inlandet, norr om lagunen. Den växte fram som afrikanska tjänstefolkens kvarter och är nu stadens kommersiella centrum.
Staden är stiftshuvudort i Romerskkatolska stiftet Grand-Bassam. Stiftets katedral är Cathédrale Sacré Cœur i Grand-Bassam.
29 november 2006 blev Grand-Bassam uppsatt på Elfenbenskustens tentativa världsarvslista och 29 juni 2012 fick staden status som världsarv.